# Sterkowiec (przystanek kolejowy)
Sterkowiec – przystanek kolejowy w miejscowości Sterkowiec, w województwie małopolskim, w Polsce. Według klasyfikacji PKP ma kategorię dworca regionalnego.
Od 1928 roku, kiedy w miejscowości wybudowano pierwszy budynek przystanku kolejowego, zatrzymują się tu pociągi m.in. przewożące pracowników do powstałej w 1927 roku Państwowej Fabryki Związków Azotowych w Mościcach koło Tarnowa.
Na przełomie stycznia i lutego 2019 PKP podpisały z konsorcjum firm Helifactor i MERX umowę na budowę tzw. Innowacyjnego Dworca Systemowego w formie klimatyzowanej poczekalni wraz z pomieszczeniami kas biletowych i przestrzenią dla punktów handlowo-usługowych. Dworzec został otwarty 2 listopada 2021, koszt prac wyniósł 4,6 mln PLN.

## Ruch pasażerski
| Rok  | Wymiana pasażerska na dobę |
| ---- | -------------------------- |
| 2017 | 300-499                    |
| 2022 | 200-299                    |